# Neckera crenulata
Neckera crenulata är en bladmossart som beskrevs av Harvey in W. J. Hooker 1836. Neckera crenulata ingår i släktet fjädermossor, och familjen Neckeraceae. Inga underarter finns listade i Catalogue of Life.